# 大田部三成
大田部 三成（おおたべ の みなり、生没年不詳）は、奈良時代の防人。

## 経歴・人物
下野国梁田郡の人物。天平勝宝7歳（755年）2月、防人として筑紫に派遣された際に詠んだ歌が『万葉集』に1首入集。

## 歌
- 難波門を 榜ぎ出て見れば 神さぶる 生駒高嶺に 雲そたなびく[2]